# Prosper Enfantin
Prosper Enfantin (francès: Barthélemy-Prosper Enfantin)  (París, 8 de febrer de 1796 - París, 31 d'agost de 1864), conegut com le Pére Enfantin, va ser un reformador social francès.

## Vida i obra
Barthélémy Prosper Enfantin va néixer el 1796 en una família de la regió del Dauphiné amb certa notorietat: les famílies Enfantin, Saint-Cyr-Nugues i Bon comptaven a les seves files amb magistrats, militars i rics negociants. El seu pare, va fundar un petit banc a la Provença però finalment es va veure obligat a declarar-se en fallida.
Després de ser escolaritzat al Lycée de Versailles i al Lycée Napoleon (actual Liceu Henri IV, on va ser deixeble d'Olinde Rodrigues) Enfantin va ingressar a l'École polytechnique el 1813, però el seu pare no va poder pagar la matrícula del seu fill, per la qual cosa aquest es va veure obligat a abandonar la l'École al cap de només un any d'estudis. Així doncs, va deixar l'escola després de participar en la gloriosa defensa de la Barrière du Trône el 1814.

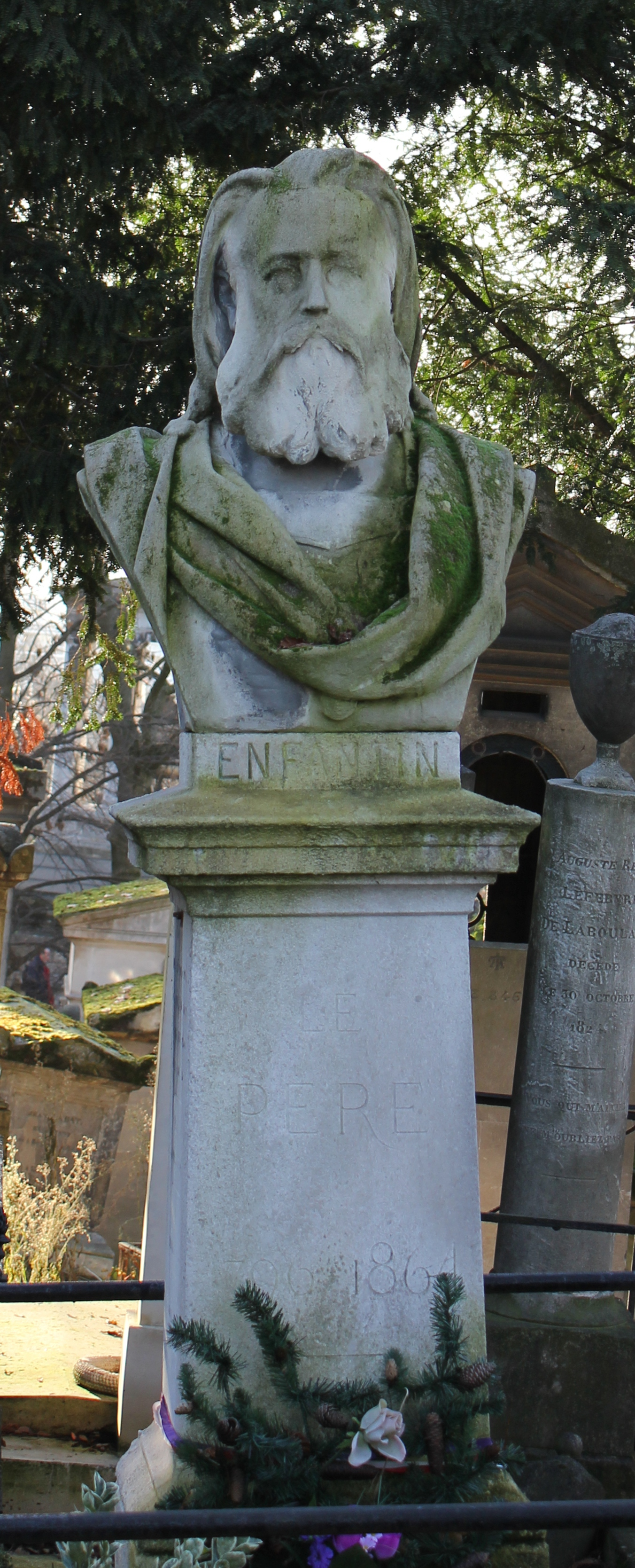
Bust coronant la seva tomba al cementiri del Père-Lachaise.

Un dels seus cosins, Louis Saint-Cyr-Nugues, era un important comerciant de vins a Romans (Ain) i el 1815 es va incorporar a l'empresa com a representant de vendes, cosa que el va portar a viatjar per Alemanya, els Països Baixos, Suïssa i fins i tot va arribar fins a Rússia. El 1821, a Sant Petersburg es va convertir en agent d'un banquer, Claude Étienne Martin d'André.
Va romandre a Sant Petersburg del 1821 al 1825, on es va unir a un petit grup de polithecniciens (antics alumnes de l'École Polytechnique) enviats a Rússia per establir les bases de la primera xarxa ferroviària entre els quals Lamé i Clapeyron. Aquests polithecniciens formaven un cercle on discutien filosofia, economia i sociologia. Enfantin es va familiaritzar amb el treball científic, sobre tot amb l'economia política i amb les doctrines de l'economista Jean-Baptiste Say.
El 1825 va retornar a França i es va instal·lar a Curson on la família tenia alguna propietat i on va conèixer Adèle Riffé (Madame Morlane), amb que va establir una relació de parella que va durar fins al 1850 i amb que va tenir un fill: Arthur Enfantine.
El mateix any va anar París on es va retrobar amb el seu antic mestre, Olinde Rodrigues, qui li va presentar el Comte de Saint-Simon, que ja estava molt malalt, residint a casa de Rodrigues, i que va morir unes setmanes després. Després de la mort del filòsof, els seus amics, Rodrigues, Saint-Amand Bazard, Auguste Comte, Leon Halevy i d'altres, van donar vida al projecte de Saint-Simon: la creació d'un diari. Van fundar el diari Le Producteur, que inicialment va tenir dos editors: Olinde Rodrigues, hereu espiritual del mestre, i Prosper Enfantin.
D'aquesta forma va néixer l'escola santsimoniana, allà on el mestre, que no va tenir deixebles en vida, no havia deixat més que uns quants amics. Els seus fundadors, mestres, sacerdots van ser Bazard i Enfantine. La idea central de Saint-Simon era que calia reorganitzar la societat basant-se en la indústria i que aquesta havia d'estar en mans del treballadors.

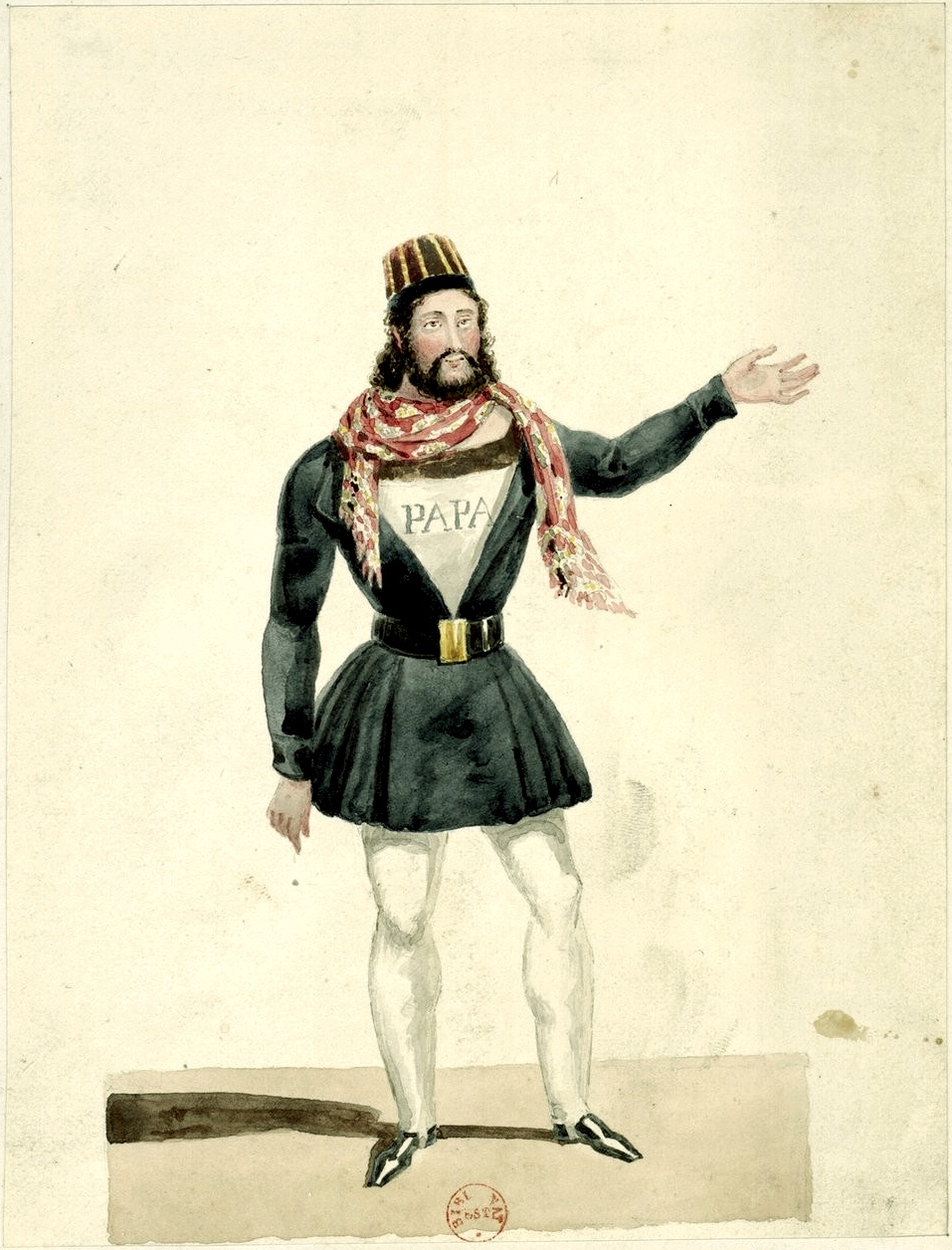
Caricatura de le Père Enfantin en uniforme santsimonià.

Les adhesions es van multiplicar i van arribar diners per les donacions d'alguns membres. També va ser per aquesta època que el moviment va deixar de tenir una orientació filosòfica i es va convertir en una secta religiosa. Per establir l'estructura organitzativa de la nova secta, es va reunir un col·legi saint-simonian el dia de Nadal de 1829. El primer objectiu era triar un líder, però no hi va haver cap decisió entre Bazard i Enfantin. Finalment, es va repartir la direcció nomenant Enfantin cap de la religió, Bazard cap del dogma i Rodrigues cap del culte. Bazard i Enfantin va dirigir el nou setmanari L'Organisateur que no ve rebre una càlida acollida, inclòs entre els santsimonians: el propi Rodrigues no va amagar la seva hostilitat al projecte.
A partir d'aquest moment les idees d'Enfantin es comencen a radicalitzar, incloent idees en aquella època molt conflictives com l'emancipació de les dones, la llibertat de moralitat i l'amor lliure. Quan troba l'oposició d'altres correligionaris diu: Per combatre-n's, tots es convertiran en cristians.
El gener de 1832, la seva seu va ser assaltada per dues companyies de granaders i un esquadró d'hússars. Es van col·locar segells, es va iniciar un escorcoll i es van confiscar papers i comptes. Enfantin i els seus partidaris van ser acusats dels delictes de conspiració, frau i ultratges contra la decència pública. i arrestats. El juliol va morir Bazard i l'agost es va celebrar el judici, al que van assistir els santsimonians uniformats religiosament: van ser condemnats a un any de presó Enfantin, Charles Duveyrier i Michel Chevalier i a multes Rodrigues i Barrault.
A partir d'aquest moment, el santsimonisme va entrar en un període estrany i ambigu, amb el que cronistes i caricaturistes no van parar d'ironitzar. Si el judici va aixecar algunes protestes, l'excució de la sentència a la presó de Sainte-Pélagie va passar totalment desapercebuda.
Les seves reflexions a la presó el van portar a intentar una nova aventura a Egipte. Va arribar a Alexandria l'octubre de 1833, on es va reunir amb altres deixebles com Barrault que ja hi havien anat abans mentre ell estava empresonat. Enfantin va sol·licitar una entrevista amb el virrei Mehmet Ali.
La va obtenir el 1834 per esbossar el seu gran pla: perforar l'istme de Suez. El virrei estava molt interessat, però tenia altres projectes en ment: la construcció d'un ferrocarril i l'erecció d'una gran presa al Nil. Prosper Enfantin no era dels que es desanimaven; va acceptar la idea de la presa i va decidir involucrar-s'hi. Va oferir els seus serveis i els del seu equip, i van ser acceptats immediatament. Però uns mesos més tard, una terrible epidèmia de pesta va colpejar Egipte. Molts dels deixebles de Saint-Simon van ser-ne víctimes.
Trenta anys més tard, Prosper Enfantin també va ser director de la companyia ferroviària París-Lió-Mediterrani. Va participar activament en la colonització d'Algèria del 1839 al 1841. També va ser director de la Companyia d'Aigües. Prosper Enfantin va morir el 1864.